# Monhystera tatrica
Monhystera tatrica is een rondwormensoort uit de familie van de Monhysteridae. De wetenschappelijke naam van de soort is voor het eerst geldig gepubliceerd in 1896 door Daday.